# Hôtel du Nord
Pour le roman, voir L'Hôtel du Nord.
Ne doit pas être confondu avec Hôtel du Nord (Aubel).
Pour plus de détails, voir Fiche technique et Distribution.
Hôtel du Nord est un film français de Marcel Carné, sorti en 1938.
Avec notamment Annabella et Louis Jouvet dans les rôles principaux, il est inspiré du roman L'Hôtel du Nord de l'écrivain prolétarien Eugène Dabit, paru en 1929. Arletty, qui n'a qu'un second rôle, y connaît un succès phénoménal.

## Synopsis
À l'Hôtel du Nord, sis quai de Jemmapes dans le 10e arrondissement de Paris, non loin de la passerelle de la Grange-aux-Belles qui enjambe le canal Saint-Martin, le couple des Lecouvreur, patrons de l'hôtel, et plusieurs clients, dont l'éclusier Prosper Trimaux et sa femme, Ginette, sont réunis autour de la table pour fêter une première communion.
Entrent deux jeunes amoureux tristes, Pierre et Renée, qui viennent louer une chambre avec l'intention secrète de s'y donner la mort pour en finir avec la misère qui les accable.
Dans une chambre mitoyenne, habitent Mme Raymonde, une prostituée, et M. Edmond, son souteneur qui a fui le milieu. Dans la nuit, un coup de feu retentit. C'est Pierre qui a tiré sur Renée sans avoir le courage ni de voir le résultat de son geste, ni de tourner l'arme contre lui. Blessée, Renée est transportée en ambulance à l'hôpital Lariboisière.
Interrogé par un policier, M. Edmond affirme n'avoir vu personne d'autre que Renée gisant sur le lit lorsqu'il a fait irruption dans la chambre où le coup de feu a été tiré, alors que Pierre se tenait devant lui avec le pistolet à la main et qu'il l'a laissé partir. Le policier reste sceptique puis contrôle les papiers de Mme Raymonde et l'embarque, car elle n'est pas en règle. Pierre, qui s'est enfui, jette le pistolet dans un bosquet en bordure du canal. Il veut se jeter du pont surplombant les voies de la gare de l'Est, mais n'en a pas le courage et se rend à la police.
À l'hôpital, où il est confronté avec Renée, Pierre simule l'indifférence alors que Renée déclare avoir tiré elle-même.
M. Edmond découvre le jeune Manolo, orphelin de la guerre d'Espagne adopté par les Lecouvreur, qui joue avec le pistolet de Pierre. Il le lui échange contre une pièce de cent sous (soit cinq francs).
Après quatre jours de détention, Mme Raymonde apprend à M. Edmond que Gina, la femme d'Ernest, l'a informée que des hommes du milieu le recherchent. Elle se rend compte que M. Edmond a couché avec Jeanne, la bonne de l'hôtel. M. Edmond prend la décision de partir pour Toulon en compagnie de Mme Raymonde.
Renée revient à l'hôtel pour remercier le personnel qui lui a envoyé des vivres à l'hôpital. Elle est toujours amoureuse de Pierre, et demande à revoir la chambre. Compatissants envers la jeune femme sans ressource, les Lecouvreur lui offrent l'hébergement et lui proposent un emploi de bonne.
Tombé sous le charme de Renée, M. Edmond ne veut plus partir. Renée rend visite à Pierre à la prison, mais celui-ci la rejette, dégoûté par sa propre lâcheté. Parallèlement, elle est courtisée par Kenel, le séducteur du quartier.
Mme Raymonde et M. Edmond ont une explication à propos de Renée à la suite de laquelle Mme Raymonde se retrouve avec un œil au beurre noir. Il la qualifie d'« atmosphère » (« J'ai besoin de changer d'atmosphère, et mon atmosphère c'est toi. »). Mme Raymonde envisage alors de rompre.
Deux hommes, des connaissances de Mme Raymonde, arrivent à l'hôtel à la recherche d'un dénommé Paulo qui s'avère être l'opposé de M. Edmond en termes de caractère. M. Edmond explique à Renée que lui et Paulo ne font qu'un, car il a modifié sa personnalité après avoir dénoncé ses complices. Ce sont ces derniers qui, aussitôt sortis de prison, le recherchent pour se venger. Renée propose à M. Edmond (qui s'appelle en fait Robert) de partir ensemble. Ils se rendent à Marseille afin de s'embarquer pour Port-Saïd.
Mme Raymonde se met en ménage avec Prosper Trimaux, l'éclusier des Récollets, habitué des lieux, dont la femme, Ginette, est partie avec Kenel. Renée revient de Marseille, ayant renoncé au dernier moment à partir pour l'Égypte, par amour pour Pierre.
Le 14 Juillet un bal est organisé devant l'Hôtel du Nord. Renée s'apprête à retrouver Pierre, libéré après un non-lieu. M. Edmond n'a pu s'empêcher de revenir pour faire ses adieux à Renée et, malgré les avertissements de celle-ci, monte dans son ancienne chambre où l'attend Nazarède, un des truands qu'il avait dénoncés. M. Edmond lui envoie son pistolet (celui-là même qui avait servi au suicide raté des amants). On entend une détonation, puis le truand sort de l'hôtel et se fond dans la foule en liesse.
Pierre et Renée repartent, comme ils étaient arrivés, par la passerelle qui surplombe le canal en face de l'Hôtel du Nord.

## Fiche technique
- Titre original : Hôtel du Nord
- Réalisation : Marcel Carné
- Scénario : Jean Aurenche et Henri Jeanson d'après le roman d'Eugène Dabit, L'Hôtel du Nord (Éditions Denoël, 1929)
- Dialogues : Henri Jeanson
- Assistants à la réalisation : Claude Walter, Pierre Blondy
- Décors : Alexandre Trauner
- Costumes : Lou Tchimoukow
- Costumes et accessoires pour Arletty : robe Zip, sac Schiaparelli et chaussures André Perugia[b]
- Photographie : Armand Thirard
- Cadrage : Louis Née, assisté de Roger Arrignon et Roger Fellous
- Son : Marcel Courmes
- Montage : René Le Hénaff, Marthe Gottié
- Musique : Maurice Jaubert
- Production : Onésime Grinkrug, Joseph Lucachevitch
- Sociétés de production : Impérial Film (France), SEDIF Productions (Société d'exploitation et de distribution de films, France)
- Sociétés de distribution : Cocinor (France), MK2 (ventes à l'étranger)
- Pays d'origine :  France
- Langue originale : français
- Format : 35 mm — noir et blanc — 1.37:1 — son monophonique (Western Electric Sound System)
- Genre : comédie dramatique
- Durée : 95 minutes
- Date de sortie :
  - France : 10 décembre 1938
- Classification : tous publics, Art et Essai (visa d'exploitation no 1117 délivré le 21 septembre 1940)

## Distribution
- Annabella : Renée, la fiancée de Pierre
- Arletty : Mme Raymonde, la prostituée
- Louis Jouvet : M. Edmond, le protecteur de Mme Raymonde
- Jean-Pierre Aumont : Pierre, le fiancé de Renée
- André Brunot : Émile Lecouvreur, le patron de l'hôtel
- Jane Marken : Louise Lecouvreur, la patronne de l'hôtel
- Paulette Dubost : Ginette Trimault, la femme de Prosper
- Bernard Blier : Prosper Trimault, éclusier et donneur de sang
- François Périer : Adrien, un client homosexuel de l'hôtel
- Henri Bosc : Nazarède, un truand qui recherche M. Edmond
- Marcel André : le chirurgien à l'hôpital
- Raymone : Jeanne, la bonne à tout faire de l'hôtel
- Génia Vaury : l'infirmière à l'hôpital
- Andrex : Kenel, un habitué de l'hôtel
- René Bergeron : Maltaverne, le gendarme
- Jacques Louvigny : Mimar, un habitué de l'hôtel
- Armand Lurville : le commissaire de police
- René Alié : Marcel, un complice de Nazarède
- Marcel Perès : un client du restaurant de l'hôtel
- Charles Bouillaud : un inspecteur de police
- Marcel Melrac : un agent de police
- Albert Malbert : un client du restaurant de l'hôtel
- Dora Doll : une cliente au restaurant
- Albert Rémy

## Production

### Scénario et dialogues
C'est dans ce film qu'Arletty prononce sa célèbre réplique « Atmosphère ! Atmosphère ! Est-ce que j'ai une gueule d'atmosphère ? », une des plus cultes du cinéma français.

« Le mot a l'air sorti d'un chapeau de prestidigitateur. C'est le même dans toutes les langues. Je ne peux plus le dire ou l'entendre. D'ailleurs, il ne m'appartient plus. Il appartient au public et je sais que dans la bouche de beaucoup d'inconnus, il est le gage de leur amitié. Quand j'ai relu un peu plus tard le roman d'Eugène Dabit dont le film est tiré, j'ai vu que ce mot n'y était pas cité une seule fois. Ce fut une pure invention de Jeanson. Une trouvaille de poète. »

— Arletty
Selon Marcel Achard : « Le dialogue de Jeanson est foudroyant. C'est le meilleur de tous ceux qu'il a faits jusqu'à ce jour, et c'est le plus varié, le plus simple, le plus aéré, le plus brillant de tous les dialogues de cinéma ».
Tandis qu'Arletty et Marcel Achard font référence au scénariste Henri Jeanson comme auteur de la célèbre réplique, dans son film Voyage à travers le cinéma français (2016), Bertrand Tavernier raconte que ce serait le scénariste Jean Aurenche qui aurait glissé cette réplique en réponse au reproche que lui adressait de manière récurrente Marcel Carné de faire des films « qui manquent d'atmosphère ». Cependant, comme le fait remarquer Jacques Lourcelles dans son Dictionnaire du cinéma, cette réplique met moins en valeur la force des dialogues du film que le génie d'Arletty qui, à partir d'une réplique qui aurait pu être assez lourde, a réussi à créer un trait inoubliable devenu le symbole de la gouaille parisienne.
Marcel Carné, lui-même, écrit dans son livre de souvenirs, La Vie à belles dents : « Il faut dire qu'Arletty était l'âme du film. Non seulement elle transcendait certaines répliques, certains mots d'auteur que je n'aimais guère à cause de leur pittoresque outré, comme la fameuse « Atmosphère » à laquelle son talent, sa magie d'artiste, firent le succès que l'on sait. »
Arletty indiqua : « Rien n'est démodé dans ce film. Pas une phrase. Pas un mot. Ce n'est pas de l'argot — l'argot se démode — ce sont des images. Il n'y a rien à retirer, rien à y remettre. C'est un morceau « fait », une partition ».

### Tournage

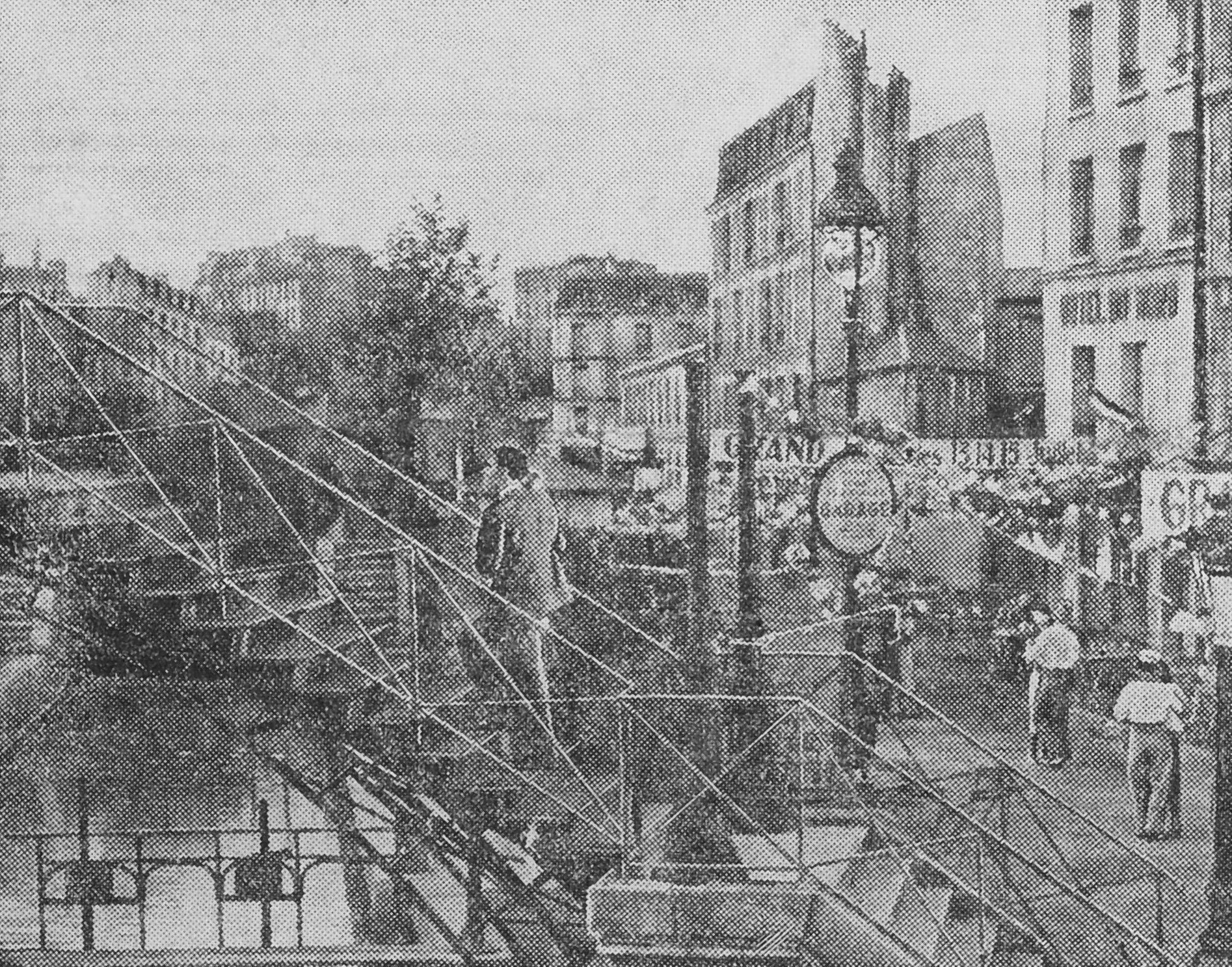
« LHôtel du Nord tel que l'a vu Marcel Carné ». Reproduction de la dernière scène du film.

- Période de prises de vue : du 19 septembre à novembre 1938[5].
- Intérieurs et extérieurs : studios de Billancourt (Boulogne-Billancourt) et studios Francœur-Pathé-Cinéma (Paris, 18e)[5], et canal Saint-Martin (10e arrondissement de Paris).

À l'exception de quelques plans, le film a été tourné aux studios de Billancourt et à proximité où l'Hôtel du Nord et le canal Saint-Martin ont entièrement été reconstitués par Alexandre Trauner. Selon Michel Souvais : « L'hôtel du Nord et le quai ont été reconstruits sur un terrain proche de Billancourt. […] Tout a l'air vrai parce que tout est faux ».

## Du roman au film
Du roman L'Hôtel du Nord, paru en 1929, le scénario de Jeanson et Aurenche et la réalisation de Carné ne se sont pas contentés de gommer le L apostrophe : il l’ont profondément remanié.
Depuis 1923, les parents d'Eugène Dabit tenaient cet hôtel du quai de Jemmapes, et Dabit le connaissait bien pour avoir travaillé dans l’entreprise familiale. Si le livre tourne à la galerie de portraits plus qu’au roman choral, son caractère de chronique vécue du microcosme de l’hôtel est bien restitué par le film. Les quatre premiers chapitres du roman sont d’ailleurs ceux de son achat par les Lecouvreur et de leur installation, en partie autobiographiques. Le film ne les reprend pas, pas plus que le dernier, celui de la démolition de l'hôtel, quant à lui de pure fiction : les Dabit le tiendront jusqu’en 1942, et le bâtiment comme son nom sont encore là en 2022 – bien que ce ne soit plus un hôtel. Entre les deux, trente chapitres, qui sont autant de tranches de vie, et parfois de mort.
Le film mélange étrangement les noms et les comportements des personnages du livre. Dans le roman, Pierre et Renée sont le couple formé par un serrurier et par la bonne des Lecouvreur (Jeanne lui succédera), Trimault est le patronyme de Pierre et non de l'éclusier, nommé Julot, Prosper est l’agent Malataverne, Ginette sa femme et non celle de Trimault et, s'il y a bien une Melle Raymonde, le roman ne dit strictement rien d'elle. Surtout, les locataires du meublé sont presque tous des ouvriers, arrosant de rhum le café du réveil (p. 48), aux « existences machinales irrévocablement rivées à des tâches sans grandeur » (p. 48), pour les uns cégétistes (de la CGT alors socialisante), pour les autres unitaires (de la CGTU communisante) (p. 41), « faisant » le 1er mai (p. 80, 195-199) ou lisant Le Capital (p. 193). Cet aspect politico-social est largement édulcoré par le film, peinture quotidienne d’un milieu populaire plus qu’ouvrier.
Renée, enceinte, abandonnée par Trimault, tombant dans la prostitution après la mort de son enfant (p. 135-141) ; une suicidée que Julot tire du canal (p. 90-94) ; Jeanne violée par un sergent de la Coloniale (p. 175-180) : ces rares éléments narratifs du roman disent la noirceur des rapports entre les hommes et les femmes : eux les entraînent dans leur chambre, elles les laissent faire sans vraiment savoir pourquoi. Or cette noirceur ne transparaît que partiellement dans le film, où les hommes cognent leur femme, mais peuvent pourtant garder un côté attachant : Edmond se révélera finalement humain sous sa carapace de dur à cuire.
Un des seuls éléments d'intrigue conservé par le film, qui l’amplifie, est la liaison entre Ginette et le séducteur Kenel, mais contrairement au mari du film qui n’y voit que du feu, dans le livre, Prosper fait tout de même le coup de poing contre son « meilleur ami » (p. 121-124). L'homosexuel irrévélé Adrien est conservé, mais on peine à reconnaître le dandy précieux du roman dans le jeune homme effacé du film (p. 214-221).
Quant à l'essentiel, les intrigues entremêlées du couple d'amoureux voulant en finir avec la vie et du couple formé par la fleur d’amour et son souteneur, il n'y a pas trace dans le roman : les personnages de la gouailleuse Raymonde, du cynique Edmond, de la romantique Renée et du lâche Pierre, leur histoire, leurs dialogues, tout ce qui a sans doute fait d’Hôtel du Nord ce monument du cinéma d’avant-guerre, sont entièrement dus à l’imagination de Jeanson, d’Aurenche et de Carné.
Finalement, ce que le film retient surtout du roman, c'est son… atmosphère, bien que le mot n’y figure jamais.
Eugène Dabit n'a pas vu l’adaptation culte de son roman : il était mort deux ans avant la sortie du film, à Sébastopol, à 37 ans, d’une scarlatine foudroyante.

## Autour du film

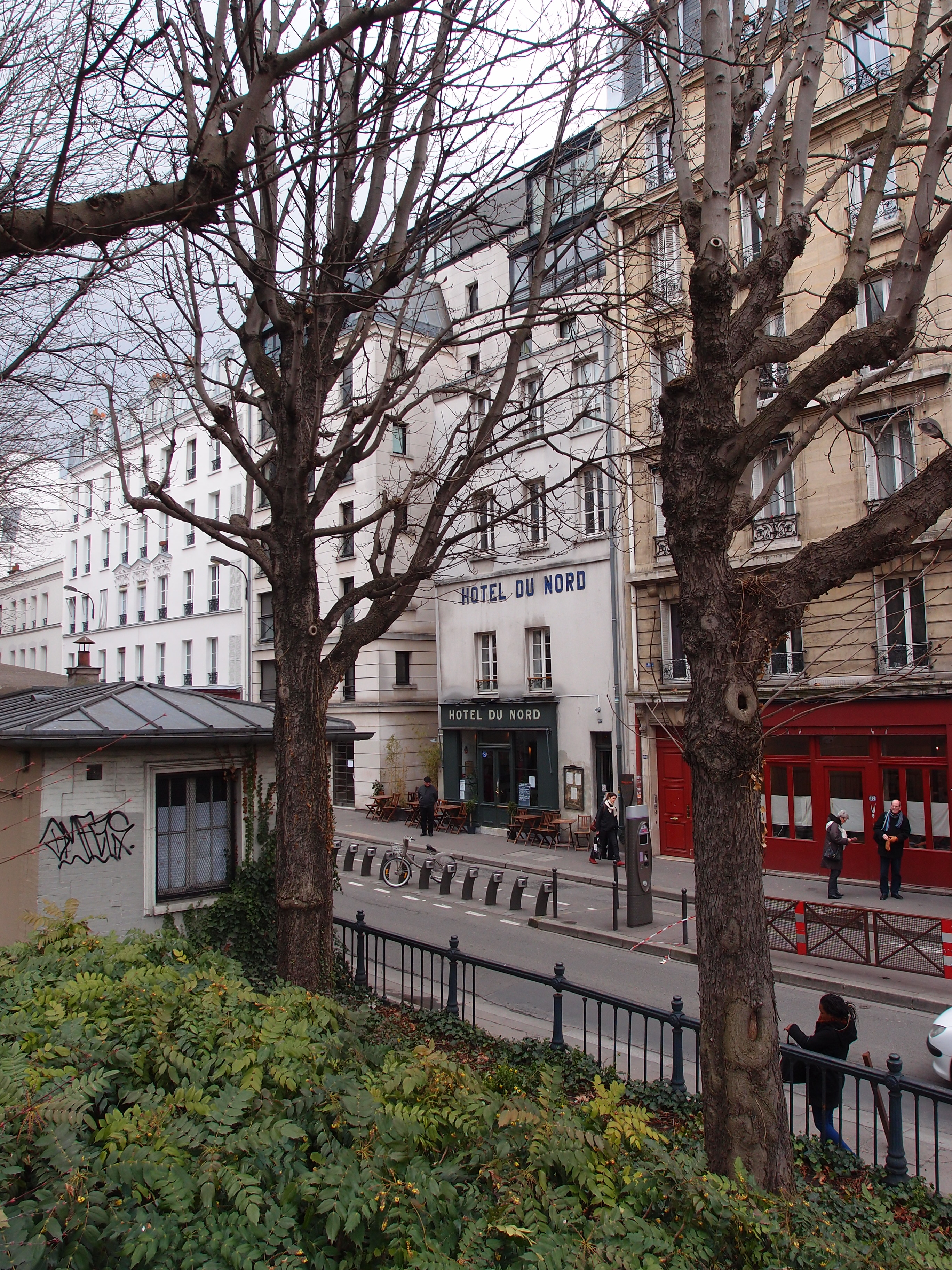
LHôtel du Nord en 2013, au 102, quai de Jemmapes (Paris, 10e arr.).

L'établissement Hôtel du Nord ayant servi de modèle pour les décors du tournage reste en activité sous la forme d'un restaurant-bar-salle de concert.

### Roman
- Eugène Dabit, L'Hôtel du Nord - Édition originale (Denoël, 1929) disponible sur Gallica - Réédition Folio (Gallimard), 1990, 218 p.  (ISBN 978-2070382453)

### Études cinématographiques
- « Hôtel du Nord : un film de Marcel Carné », dans L'Avant-scène cinéma no 374, 1988, 138 p.
- Michel Perez, Les Films de Carné, Ramsay, collection « Cinéma », 1994, 174 p.  (ISBN 2841140105)